# Porcaro
Porcaro (bret. Porzh-Karozh) – miejscowość i gmina we Francji, w regionie Bretania, w departamencie Morbihan.
Według danych na rok 1990 gminę zamieszkiwało 565 osób, a gęstość zaludnienia wynosiła 36 osób/km² (wśród 1269 gmin Bretanii Porcaro plasuje się na 797. miejscu pod względem liczby ludności, natomiast pod względem powierzchni na miejscu 637.).